# ユナイテッド・カップ
ユナイテッド・カップ（英語: United Cup）は、2023年よりオーストラリアで開催されるテニスの男女混合による国別対抗戦である。

## 概要
ATPとWTAがテニス・オーストラリアの協力のもと開催する男女混合の国別対抗戦。ブリスベン、パース、シドニーの3都市で11日間にわたって行われる。ユナイテッド・カップ新設に伴い、ATPカップは2022年を最後に終了となった。

## 大会形式
出場チームは18か国で、6つのグループに3チームずつ分かれラウンドロビン方式のグループステージを行う。各都市のグループ1位同士の対戦に勝利した3チームと、敗れた3チームのうちグループステージで最も成績の良かった1チームが準決勝に進出する。
チームにはATP・WTA両ツアーよりそれぞれ3名から4名の選手が参加。各対戦は男子シングルス2試合、女子シングルス2試合、混合ダブルス1試合の計5試合で構成され、準決勝および決勝はシドニーで行われる。

## ランキングポイント
| ラウンド         | 対戦相手の世界ランキング | 対戦相手の世界ランキング | 対戦相手の世界ランキング | 対戦相手の世界ランキング | 対戦相手の世界ランキング | 対戦相手の世界ランキング | 対戦相手の世界ランキング |
| ラウンド         | No. 1–10                 | No. 11–20                | No. 21–30                | No. 31–50                | No. 51–100               | No. 101–250              | No. 251+                 |
| ---------------- | ------------------------ | ------------------------ | ------------------------ | ------------------------ | ------------------------ | ------------------------ | ------------------------ |
| 決勝             | 180                      | 140                      | 120                      | 90                       | 60                       | 40                       | 35                       |
| 準決勝           | 130                      | 105                      | 90                       | 60                       | 40                       | 35                       | 25                       |
| 都市決勝         | 80                       | 65                       | 55                       | 40                       | 35                       | 25                       | 20                       |
| グループステージ | 55                       | 45                       | 40                       | 35                       | 25                       | 20                       | 15                       |

最大500ポイント。

## 歴代結果
| 年   | 優勝           | 準優勝     | スコア |
| ---- | -------------- | ---------- | ------ |
| 2023 | アメリカ合衆国 | イタリア   | 4–0    |
| 2024 | ドイツ         | ポーランド | 2–1    |
| 2025 | アメリカ合衆国 | ポーランド | 2–0    |